# Сексуален фетишизъм
Сексуалният фетишизъм е сексуално влечение към предмети (физически обекти), които могат и да са чужда собственост, например чанти, обувки, сутиени, чорапи, бельо и други. Обектът или ситуацията на това влечение се нарича фетиш и съответно този, който изпитва това желание – фетишист.
В друг контекст фетиш също може да се нарече и сексуалният интерес към специфични дейности.
Удовлетворяването на сексуалното влечение почти винаги се постига чрез мастурбация посредством или с помощта на предмета фетиш. Сексуалният фетиш може да се смята за елемент, продължаващ романтичната или сексуалната връзка, когато е „придобит по обикновените начини (с други думи, когато партньорът носи определено облекло)“, но когато, за да се сдобие с тези предмети, фетишистът често ги краде от собственика им, това може да говори по-скоро за психическо разстройство.
Той е форма на парафилия, при която обектът на фиксация е определен неодушевен предмет или част от човешкото тяло. Терминът произлиза от „фетишизъм“, обща концепция за приписване на свръхестествени качества на някой обект или създаването от хора на обект, който има сила над други хора.
Фетишизмът е описан за първи път от Зигмунд Фройд. Карл Маркс също използва този термин, като анализира понятието стока.

## Ранните теории на Фройд
Както Фройд ги описва през 1887 г., сексуалните фетиши са често резултат от травма в детството с отношение към страха от кастрация. В този смисъл той говори за мъжкия фетишизъм, но не и за женския. Според тази теория едно момче, любопитно да види пениса на майка си, отклонява погледа си в ужас, когато открие, че майка му няма пенис. Неодушевеният предмет, върху който попада вниманието на момчето, когато отклони погледа си, става фетиш. По-късно в живота фетишът е необходим, за да може мъжът да достигне до оргазъм. Според феминистките обаче наблюдаването на фетишистко поведение у много жени прави тази теория несъстоятелна.

## Съвременни теории за фетишизма
Въпреки че фройдистката теория за фетишите изглежда странно и е основана на анекдотични, а не на емпирични доказателства, Фройд открива един критичен аспект на човешката сексуалност: връзката между оргазмите и обуславянето. Следващите изследвания правят тази връзка още по-ясна. Например едно изследване, публикувано от д-р Лик M. Кулън на 14 април 2003 г. на Конференцията по експериментална биология в Сан Диего, Калифорния, мъжки плъхове, привикнали да правят секс в определена клетка, имат повишено съдържание на предизвикващи удоволствие вещества в мозъка си просто поради присъствието си в тази клетка, дори ако там няма женска или дори миризма на женска. Настъпило е сексуално обуславяне. Предполага се, че човешката сексуалност може би по същия начин е свързана с обуславянето, което би могло да обясни феномена на сексуалния фетишизъм.
Това е в съгласие с теорията, че фетишизмът произлиза от поведенческо запечатване в ранното детство – феномен, който е подкрепен не само от анекдотични доказателства при хората, но може да бъде демонстриран експериментално при животни.
Предполага се също, че съвременният свят предлага много възможности за свръхвъзбуждане, основано на обекти, които едновременно имитират и засилват естествени дразнители.
Обикновено предмет на фетиши са чорапи, обувки, ръкавици, перуки, пиърсинг, бельо, инфантилен фетишизъм или други облекла, направени от специфични материали, като гума, кожа, латекс, найлон. Най-често срещан е трансвестният фетишизъм, при който фетиш е обличането в дрехи на другия пол. Някои материали за дрехи са фетиш за малки групи от хора, вероятно защото материалът стои като „втора кожа“, която въздейства като фетишистки заместител на собствената кожа на този, който ги носи. Най-често срещаните форми на това са фетишизмът към латекс (спандекс, еластан, ликра, и др.) и гума, при които материята е разтегателна и лъскава, преувеличавайки някои свойства на човешката кожа.
Други фетишистки привързаности могат да бъдат към определени части на тялото като косми от косата или по тялото, краката, ходила или гърди. Това би могло да обясни целенасоченото пристягане и изкривяване на ходилата, т.нар. лотосови стъпала в Китай преди 1911 г. и гръдните протези в наше време.
Понякога цели култури могат да развият даден фетиш до такава степен, че той да престане да бъде възприеман като фетиш, а просто като „нормално“ желание и част от културата на този период, например фетишът към глезена в късновикторианска Англия или съвременният фетиш към дамското бельо.
В този смисъл може да се каже, че при всички нормални индивиди, които смятат определени качества на тялото за сексуално привлекателни, съществува определена степен на фетишистко възбуждане. Фетишисткото възбуждане обаче се смята за проблем само когато пречи на нормалното функциониране в секса или въобще в обществото. Понякога понятието „фетишизъм“ се използва само за случаите, в които нефетишисткото сексуално възбуждане е невъзможно.
Въпреки че тези форми на фетишизъм се срещат най-често, фетишизмът, както и други форми на човешката сексуалност, може да бъде изключително разнообразен и може да обхваща почти всеки аспект на човешкото поведение.
Известен брой поджанрове на порнографията обслужват интересите на фетишистите със съответна еротика под формата на фетиш арт.

## Често срещани разновидности на фетишизма
- Фетишизъм към дупета
- Фетишизъм към гърди
- Фетишизъм към ходила
- Фетишизъм към чорапогащи
- Фетишизъм към дамски чорапи
- Фетишизъм към дамско бельо
- Фетишизъм към ръкавици
- Фетишизъм към кожа
- Фетишизъм към обувки
- Фетишизъм към ботуши
- Медицински фетишизъм
- Фетишизъм към латекс
- Фетишизъм към гума

## По-рядко срещани форми на фетишизъм
- Калиграфски фетишизъм (Япония)
- Фетишизъм към обрязване
- Фетишизъм към депилация
- Фетишизъм Слюнката
- Фетишизъм към балони
- Фетишизъм към очила
- шапки Фетиш
- шалове Фетиш
- Фетишизъм към пълнота – сексуален фетишизъм, при който сексуално удоволствие се извлича от наднорменото тегло на партньора. То може да варира от леко наднормено до тегло, причиняващо неспособност за ходене.
- Фетишизъм към препуциума
- Фетишизъм към окосменост
- Хипнофетишизъм
- Фетишизъм към гиганти
- Фетишизъм към лактация и мляко
- Фетишизъм към роботи
- Фетишизъм към пушене
- фетиш на лицето
- фетишизъм на зъби
- Фетишизъм към плюене
- Фетишизъм към воали
- Фетишизъм към флатуленция
- Фетишизъм към измокряне и изцапване (wet and messy) – съществуват четири главни разновидности:
  - изцапване: изцапване с хранителни вещества, като например шоколадов сироп, доматен сос, мляко, и др.,
  - пясък: изцапване с кал и пясък,
  - подводен: пълно потапяне под вода,
  - измокряне: мокрене на дрехи, къпане с дрехи.
- Абасиофилия – фетишизъм към хора с намалена мобилност като протези, инвалидни колички и т.н.